# Come On Over (canción de Shania Twain)
«Come on Over» (en español Ven Conmigo) es una canción escrita y producida por la cantante canadiense Shania Twain y Robert John "Mutt" Lange para su tercer álbum de estudio  Come on Over.
Fue lanzado cómo noveno sencillo en otoño de 1999 sólo en las radio emisoras country en Norteamérica.
La canción ganó un Grammy en el 2000 en la categoría "Mejor Canción Country". 
Twain ha interpretado la canción en varias ocasiones cómo en los Country Music Awards en 1999 y en sus dos giras de conciertos (Come on Over tour 1998-1999 y Up! tour 2003-2004).
La canción fue incluida en la primera recopilación de grandes éxitos de Twain Greatest Hits en el 2004.

## Vídeo musical
El videoclip se filmó directamente en el concierto de Twain en Dallas el 12 de septiembre de 1998 y se lanzó oficialmente el 6 de octubre de 1999 (un año después). La dirección se acredita a Larry Jordan. Este fue el segundo videoclip filmado en vivo, después de "Honey, I'm Home". El vídeo del siguiente sencillo "Rock This Country! también fue filmado en vivo en un concierto.
El vídeo está disponible en el DVD de Twain The Platinum Collection.

## Recepción
"Come on Over" debutó en el Billboard Hot Country Singles & Tracks en la semana del 11 de septiembre de 1999 en el número 52, el debut más alto de la semana. El sencillo se mantuvo 20 semanas en la lista y alcanzó un máximo del número seis en la semana del 4 de diciembre de 1999, donde permaneció por dos semanas.
"Come on Over" se convirtió en el octavo top 10 alcanzado por el álbum del mismo nombre.

## Versiones de audio
- Versión Original (versión country) - 2:55
- Versión Internacional - 2:55
- Directo desde Dallas - 3:00

## Posicionamiento
| Listas                                       | Posición Alcanzada |
| -------------------------------------------- | ------------------ |
| Canadá                                       | 19                 |
| EE.UU Billboard Hot Country Singles & Tracks | 6                  |
| EE.UU Billboard Hot 100                      | 58                 |
| EE.UU Billboard Hot 100 Airplay              | 43                 |
| EE.UU ARC Weekly Top 40                      | 26                 |
| Canadá RPM Country Singles                   | 1                  |